# YAEN CONCERT IN YOKOHAMA ARENA 1999
「YAEN CONCERT IN YOKOHAMA ARENA 1999」（やえんコンサートインよこはまアリーナ1999）は、野猿のライブビデオ。

## 概要
ファーストコンサートの模様を収録。
野猿の映像作品の中で、この作品のみ未だDVD化されていない。

## 収録曲
1. Every war Every fight
2. CHASER
3. 叫び
4. おまえがいれば 〜You are my only ……〜
5. Time has gone
6. 孤独に一番近い場所
7. Freedom machine
8. ROSE
9. SNOW BLIND
10. Be Cool!
11. We are the "YAEN"
ゲスト・松村匠
12. Get down
13. 叫び
14. 風よ